# Smederij Meisterbrug
De Smederij Meisterbrug (brug 164) is een vaste brug in Amsterdam Oud-West. Ze overspant de Bilderdijkgracht en vormt de verbinding tussen het Kwakersplein (centrumkant) en de Kwakersstraat en  beide kades van de gracht.

## Geschiedenis
Oorspronkelijk lag op de plaats waar nu de brug ligt de Kwakerspoel (gemeente Nieuwer-Amstel), die tussen 1886 en 1890 werd gedempt.  In 1896 werd het gebied door Amsterdam geannexeerd en bestemd voor stedelijke bebouwing. Een eerste brug kwam hier rond 1894, toen de gemeente Amsterdam het besluit nam de buurt ten westen van de gracht aan de sluiten op de centrumzijde. Dit werd grotendeels bekostigd uit bijdragen van particulieren en bedrijven, maar de (later te maken) brug was voor kosten van de gemeente. Er werd een houten brug geplaatst. In 1904 werd door de gemeente Amsterdam een aanbesteding uitgeschreven voor de levering van 51 ton ijzer (35 ton balkijzer en 16 ton cilindrische platen etc.) ten behoeve van het vernieuwen van de vaste brug over de Bilderdijkgracht; de straat waarin zij kwam te leggen droeg toen nog de naam Potgieterstraat. Opvallend aan de brug (maar destijds in de mode) waren haar smeedijzeren brugpijlers. De brug werd rond 2000 gemoderniseerd, waarbij er weer metalen brugpijlers kwamen met dit keer een betonnen fundering. Opvallend detail zijn de strak uitgevoerde balustrades en dito lantarenpalen, gemonteerd op de pijlers.
De brug diende jarenlang tot aan- en uitrijdpunt van de Remise Tollensstraat en het Bellamyplein. De tramrails lagen er in de dag nagenoeg ongebruikt bij, maar rond 6:00 en 24:00 uur was het spitsuur met in- en uitrukkende trams en tram 13 had in 1921-1922 korte tijd haar standplaats op het Bellamyplein en reed ook over de brug. In 1932 werd de remise niet meer gebruikt voor de exploitatie maar werd de centrale werkplaats. Na sluiting van de remise in 1996 lagen ze er helemaal ongebruikt, ze werden alleen gebruikt als een historische tram bij festiviteiten in de stad reed. Dit bleef zo totdat de remise in 2005 geheel werd gesloten waarna de sporen later van de brug werden verwijderd. Naast de trams werd de brug frequent gebruikt door de Stadsreiniging, die een vestiging had aan de Bilderdijkkade en een kantoor aan de Kwakersstraat.
De brug is in 2009 vernoemd naar de Smederij Meister, een dan honderdjarig bestaande smederij en handel in metalen in de Bellamystraat 74-76. In 2014 sloot het bedrijf zijn deuren en in 2017 werd ook het gebouw waarin het gevestigd was gesloopt. De brug is sindsdien het enige teken dat nog aan het bedrijf herinnert.
<<< · 100 · 101 · 102 · 103 ·  105 · 106 · 107 · 108 · 109 ·  110 · 111 · 112 · 113 · 114 · 115 · 116 · 117 · 118 · 119 · 120 · 121 · 122 · 123 · 124 · 125 · 126 · 127 · 128 · 129 · 130 · 131 · 132 · 135 · 136 · 137 · 138 · 139 · 140 · 141 · 142 · 143 · 144 · 145 · 146 · 147 · 148 · 149 ·  150 · 151 · 152 · 155 · 156 · 159 · 160 · 161 · 162 · 163 · 164 · 165 · 166 · 167 · 168 · 169 ·  170 · 171 · 172 · 173 · 174 · 175 · 176 · 177 · 178 · 179 · 180 · 181 · 182 · 183 · 184 · 185 · 186 · 187 · 189 · 190 · 191 · 192 · 193 · 194 · 195 · 196 · 198 · 199 · >>>
Brugnummers 104, 133, 134, 153, 154, 157, 158, 188 en 197 zijn niet (meer) in gebruik.